# 用愛捉伊人
《用愛捉伊人》是1987年的香港浪漫喜劇片，由曾志偉執導，譚詠麟、早見優和泰迪羅賓主演，為好朋友影業有限公司的創業作。

## 劇情
年輕美麗的億萬遺產繼承人阿May逃脫監護人和報表的束縛，並在途中結識了業餘歌手Tempo和looser乐队。

## 演員表
- 譚詠麟 飾 Tempo
- 早見優 飾 阿May
- 泰迪羅賓 飾 大隻賓
- 陳百祥 飾 肥佬祥
- 區瑞強 飾 抽水強

## 外部連結
- 香港影庫上《用愛捉伊人》的資料（繁體中文）
- 互联网电影数据库（IMDb）上《用愛捉伊人》的资料（英文）